# Adidas International 2000 - Qualificazioni doppio maschile
Le qualificazioni del doppio maschile dell'Adidas International 2000 sono state un torneo di tennis preliminare per accedere alla fase finale della manifestazione. I vincitori dell'ultimo turno sono entrati di diritto nel tabellone principale. In caso di ritiro di uno o più giocatori aventi diritto a questi sono subentrati i lucky loser, ossia i giocatori che hanno perso nell'ultimo turno ma che avevano una classifica più alta rispetto agli altri partecipanti che avevano comunque perso nel turno finale.
Le qualificazioni del doppio del torneo Adidas International 2000 prevedevano 4 coppie partecipanti di cui una è entrata nel tabellone principale.

## Teste di serie
1. Gustavo Kuerten /  Nicolás Lapentti (ultimo turno)

1. Joshua Eagle /  Andrew Florent (Qualificati)

## Qualificati
1. Joshua Eagle  /   Andrew Florent

## Tabellone

### Legenda
| - Q = Qualificato - WC = Wild card - LL = Lucky loser | - ALT = Alternate - SE = Special Exempt - PR = Protected Ranking | - w/o = Walkover - r = Ritirato - d = Squalificato |

|  | Primo turno | Primo turno                      | Primo turno                      | Primo turno | Primo turno |  |  | Ultimo turno | Ultimo turno                     | Ultimo turno                     | Ultimo turno | Ultimo turno |  |
|  |             |                                  |                                  |             |             |  |  |              |                                  |                                  |              |              |  |
|  | 1           | Gustavo Kuerten Nicolás Lapentti | Gustavo Kuerten Nicolás Lapentti | 7           | 6           |  |  |              |                                  |                                  |              |              |  |
|  |             | Robbie Koenig Grant Silcock      | Robbie Koenig Grant Silcock      | 65          | 3           |  |  | 1            | Gustavo Kuerten Nicolás Lapentti | Gustavo Kuerten Nicolás Lapentti | 3            | 4            |  |
|  | 2           | Joshua Eagle Andrew Florent      | Joshua Eagle Andrew Florent      | 7           | 7           |  |  | 2            | Joshua Eagle Andrew Florent      | Joshua Eagle Andrew Florent      | 6            | 6            |  |
|  |             | Jaymon Crabb Dejan Petrović      | Jaymon Crabb Dejan Petrović      | 6           | 65          |  |  |              |                                  |                                  |              |              |  |